# Кавамата
Кавамата (яп. 川俣町 Кавамата-мати) — посёлок в Японии, находящийся в уезде Дате префектуры Фукусима. Площадь посёлка составляет 127,66 км², население — 14 329 человек (1 августа 2014), плотность населения — 112,24 чел./км².

## Географическое положение
Посёлок расположен на острове Хонсю в префектуре Фукусима региона Тохоку. С ним граничат города Фукусима, Дате, Нихоммацу, посёлок Намиэ и село Иитате.

## Население
Население посёлка составляет 14 329 человек (1 августа 2014), а плотность — 112,24 чел./км². Изменение численности населения с 1980 по 2005 годы:
| 1980 | 21 099 чел. |  |
| 1985 | 20 864 чел. |  |
| 1990 | 20 001 чел. |  |
| 1995 | 19 043 чел. |  |
| 2000 | 17 751 чел. |  |
| 2005 | 17 034 чел. |  |

## Символика
Деревом посёлка считается клён, цветком — рододендрон, птицей — Cettia diphone.